# Hevelli

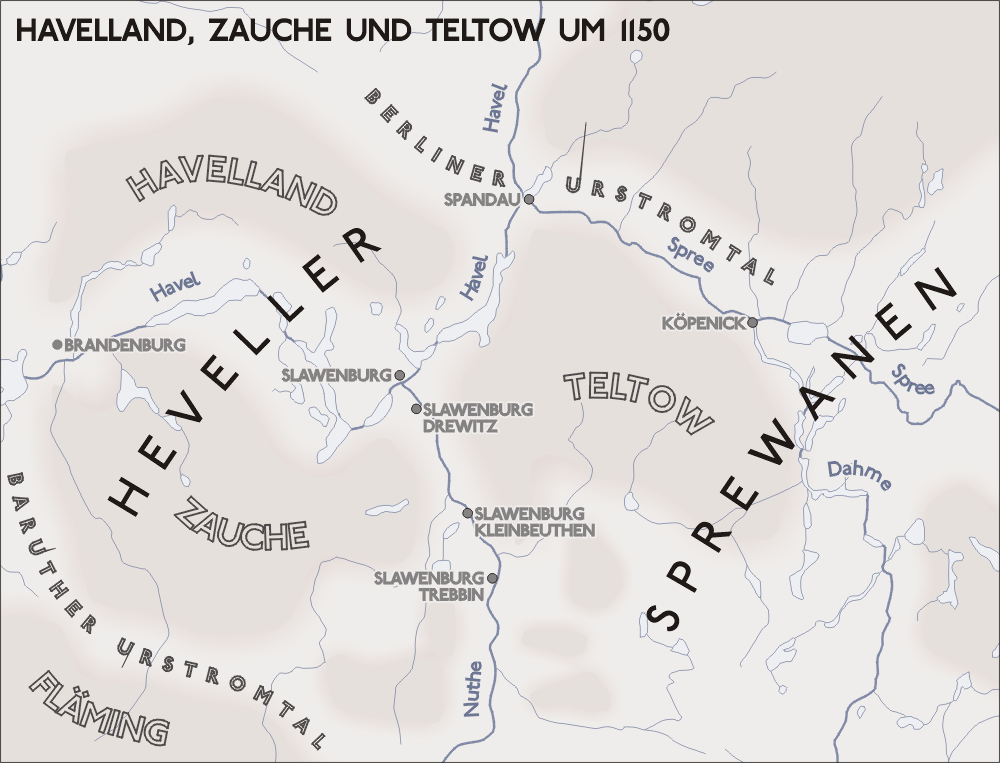
Terres dels Hevelli i Sprevane,
vers 1150

Els Hevelli, Hevellis o Hevellians (a vegades Havolane; alemany Heveller o Stodoranen; polonès Hawelanie o Stodoranie; txec Havolané o Stodorané) foren una tribu dels eslaus polabis, que es va instal·lar al voltant del riu Havel mitjà a la regió d'Havelland actualment a l'estat de Brandenburg a Alemanya des del segle viii cap endavant.
Les tribus eslaves occidentals ("Wends") s'havien instal·lat a la regió que fou anomenada Germania Slavica des del segle vii en endavant. Els Hehfeldi com eren anomenats pel Geògraf Bavarès aproximadament el 850 van construir les seva fortificació principal a Brenna (més tard Brandenburg an der Havel) i una posició fortificada important al lloc actual de Spandau. El 906 la princesa hevelli Drahomíra es va casar amb Vratislau I de Bohèmia duc de la dinastia Premíslida de Bohèmia.
Brenna fou ocupada pels germànics en la seva campanya eslava de 928/29 i incorporada pel rei d'Alemanya Enric I l'Ocellaire o Falconer a la Marca Geronis. El successor d'Enric Otó I va establir el 948 el bisbat de Brandenburg per cristianitzar la població pagana. Aquests esforços van avortar durant la gran revolta eslava del 983 que va esclatar a la Marca del Nord, revolta que una altra vegada desafiava control alemany sobre la regió. Juntament amb el sprevane veíns a l'est, els hevelli van fer la guerra en contra no solament del ducat de Saxònia a l'oest, sinó també contra altres tribus eslaves.
El príncep hevelli (batejat) Pribislau (mort el 1150) finalment va cedir les seves terres al comte de la casa d'Ascània Albert l'Ós. Albert no va poder reconquerir el territori de l'anterior Marca del Nord fins al 1157, i llavors va establir el marcgraviat de Brandenburg. Els eslaus hevelli foren gradualment assimilats per pobladors alemanys en el curs del Ostsiedlung.